# Fabio Arruda
Fabio Luciano Moura Arruda (Rio de Janeiro, 13 de maio de 1970 — São Paulo, 7 de setembro de 2024) foi um consultor de etiqueta brasileiro.

## Carreira
Estreou na TV no casamento de Patrícia de Sabrit com Fabio Jr.. Depois, foi chamado a vários programas para falar sobre a preparação do evento. Claudete Troiano, que na época apresentava o Note e Anote, o chamou para ter um quadro fixo em seu programa.
Foi com a apresentadora para a Band, no programa Pra Valer. De 2006 a 2008 participou com Ronnie Von do Todo Seu da Gazeta.
Seu primeiro livro é intitulado "Sempre, Às Vezes, Nunca".
Fabio ganhou notoriedade após ter participado do programa do Jô, em junho de 2008. Logo em seguida, assinou um contrato com a Rede Record para participar da primeira edição do reality show A Fazenda, em 2009. Foi eliminado na quarta semana por 59,8% dos votos, contra Pedro Leonardo e Dado Dolabella. Sua eliminação ocorreu devido seu pedido para sair do reality. Ficou conhecido por seu bordão Demente, referindo-se ao também participante Théo Becker. Após sua saída do programa, assinou um contrato de longa duração com a Rede Record e apresentou o quadro Ajuda, Fábio Arruda no programa Geraldo Brasil. Trabalhou no programa Tudo é Possível, em que, ao lado de Ana Hickmann, apresentou os quadros Casamento na Real e Me Ajuda, Fábio Arruda, ao lado de seu assistente Bréd Nilson.
De 2012 a 2014 participou do Hoje em Dia na Record. Em 2014 assinou contrato com a Rede TV para apresentar o reality The Bachelor no Brasil.
Em setembro de 2017 retornou à Fazenda em sua nova temporada: A Fazenda: Nova Chance. Foi o terceiro participante a deixar a disputa, em uma roça contra o humorista Marcelo Zangrandi.

## Morte
Arruda morreu aos 54 anos no dia 7 de setembro de 2024 em sua casa em São Paulo, ele foi encontrado inconsciente por sua funcionária, a suspeita é de que ele tenha sofrido um infarto. Ele havia feito um cateterismo por conta de uma obstrução de uma artéria no coração e recebeu alta três dias antes.
O consultor havia cursado administração na Universidade de Bridgeport, nos Estados Unidos.

## Cronologia da carreira

### Livros
- Etiqueta não tira férias (ed.ARX 2011, ISBN 9788502103757)
- Faça a Festa e Saiba  o Porquê (ed. Senac São Paulo 2009, ISBN 9788573598230)
- Eficiente & Elegante (ed. ARX 2008, ISBN 9788575813034)
- Chique & Útil (ed. ARX 2006, ISBN 8575812408)
- Sempre, Às Vezes, Nunca (ed. ARX 2003, ISBN 8575810715)

### Televisão
Reality shows
| Ano  | Título                 |
| ---- | ---------------------- |
| 2009 | A Fazenda 1            |
| 2017 | A Fazenda: Nova Chance |

Programas
| Ano       | Título          | Cargo                             | Emissora |
| --------- | --------------- | --------------------------------- | -------- |
| 2003/2005 | Note e Anote    | consultor de etiqueta             | Record   |
| 2006      | Pra valer       | consultor de etiqueta             | Band     |
| 2007/2008 | Todo Seu        | consultor de etiqueta             | Gazeta   |
| 2009      | Geraldo Brasil  | consultor de etiqueta             | Record   |
| 2011/2012 | Tudo é Possível | consultor de etiqueta             | Record   |
| 2012/2013 | Hoje em Dia     | consultor de etiqueta / blogueiro | Record   |
| 2014/2015 | The Bachelor    | apresentador                      | ABC      |